# エミール・ベルリナー
エミール・ベルリナー（Emil Berliner、1851年5月20日 - 1929年8月3日）は、ドイツ出身のアメリカの発明家。レコード盤蓄音機の発明で知られている。

## 経歴
1851年にハノーファーで、ベルリナーはユダヤ系の商人で学者の父とアマチュアの音楽家である母との間に生まれた。学校教育は14歳までで、その後は家族経営の生地屋で働いたが、普仏戦争の兵役召集を逃れるために、1870年には両親とともにアメリカに移住する。
移住後は呉服・生地屋で働いたが、「エレクトロニクス」に興味を持ち、クーパー・ユニオンの物理学と電気工学の夜間講座に出席した。その後いくつかの会社を経て、電気技術者としての腕を磨き、当時、評判になっていたアレクサンダー・グラハム・ベルの電話機に魅せられ、その改良案で送話器に関する特許を取得する。
そのころベルは、電話機の発明を確定させるべく最終的な研究段階に入っていて、発明の一部がトーマス・エジソンの特許に触れる可能性があったので、それを避ける方策を探していた。やがて、ベルとその開発チームのメンバーはベルリナーの改良案の採用が必要と判断し、特許とともにベルリナー自身を技師として雇い入れることにしたのである。1876年にはベルリナーの改良案を加え、ベルはエジソンとの電話機における特許争いに勝利し、最終的な特許を確定した。これに対しエジソンは別の分野での反撃を試みて、1877年に最初の錫箔円筒式蓄音機「フォノグラフ」を完成させ、マスコミに発表している。この蓄音機は「話す機械」として喧伝され、大いに評判を呼んだものの、評判のわりに性能が低く、実用化にはほど遠かった。その後、ベルリナーをはじめとするベルの開発チームのメンバーは、蓄音機の実用化に向け、彼らは録音と再生の針を別にしたり、保存の効かない錫箔をワックス塗りに変えたり、再生にゴム管を使い音声が明瞭に聞こえるようにしたりするなどといった改良を加え、1885年には完全に実用に徹した「グラフォフォン」を誕生させた。
ベルリナーは1881年にアメリカ市民になった。「グラフォフォン」が完成する前年（1884年）には、ベルリナーはベルの研究所から去り、独自の蓄音機の開発に進むことにした。その後、1887年には後のレコードプレーヤーの原型である、円盤式蓄音機「グラモフォン」を作った。そして、1895年には「グラモフォン」の製造・販売のために「ベルリーナ・グラモフォン」という会社を設立する。ベルリーナ・グラモフォンは、ビクタートーキングマシンを経てRCAレコードとなり、また、英国支店はグラモフォン・カンパニーを経てEMIへ、さらに、ドイツにおいてはドイツ・グラモフォンと、音楽業界に大きな影響を与える企業の源流となっている。
1929年、ベルリナーは心臓発作で死去した。78歳没。

## 受賞歴
- 1897年 ジョン・スコット賞
- 1913年 エリオット・クレッソン・メダル
- 1929年 フランクリン・メダル